# Maupertuis (Mondkrater)
Maupertuis ist ein Einschlagkrater im Nordwesten der Mondvorderseite. Der sehr stark erodierte Krater liegt in gebirgigem, stark zerklüftetem Terrain in den Montes Jura nordöstlich des Sinus Iridum. Südöstlich liegt die Ebene des Mare Imbrium und südlich das Promontorium Laplace.
Östlich jenseits des Nebenkraters Maupertuis A liegt ein System von Brüchen, die Rimae Maupertuis.
| Buchstabe | Position           | Durchmesser | Link |
| --------- | ------------------ | ----------- | ---- |
| A         | 50,65° N, 24,78° W | 14 km       |      |
| B         | 51,35° N, 26,78° W | 6 km        |      |
| C         | 50,27° N, 24,11° W | 10 km       |      |
| K         | 49,32° N, 25,13° W | 5 km        |      |
| L         | 51,33° N, 29,26° W | 6 km        |      |

Der Krater wurde 1935 von der IAU nach dem französischen Mathematiker Pierre Louis Moreau de Maupertuis offiziell benannt.